# Cam Fowler
Cam Fowler (Windsor, Ontario, 5 de diciembre de 1991), apodado Cam America, es un jugador profesional canadiense de hockey sobre hielo que se desempeña en la posición de defensor izquierdo en Anaheim Ducks, equipo de la National Hockey League (NHL).

## Carrera
Fue seleccionado en la primera ronda en la NHL Entry Draft de 2010. Hizo su debut profesional con el equipo Anaheim Ducks, donde lleva jugando catorce temporadas.